# Куртуазность

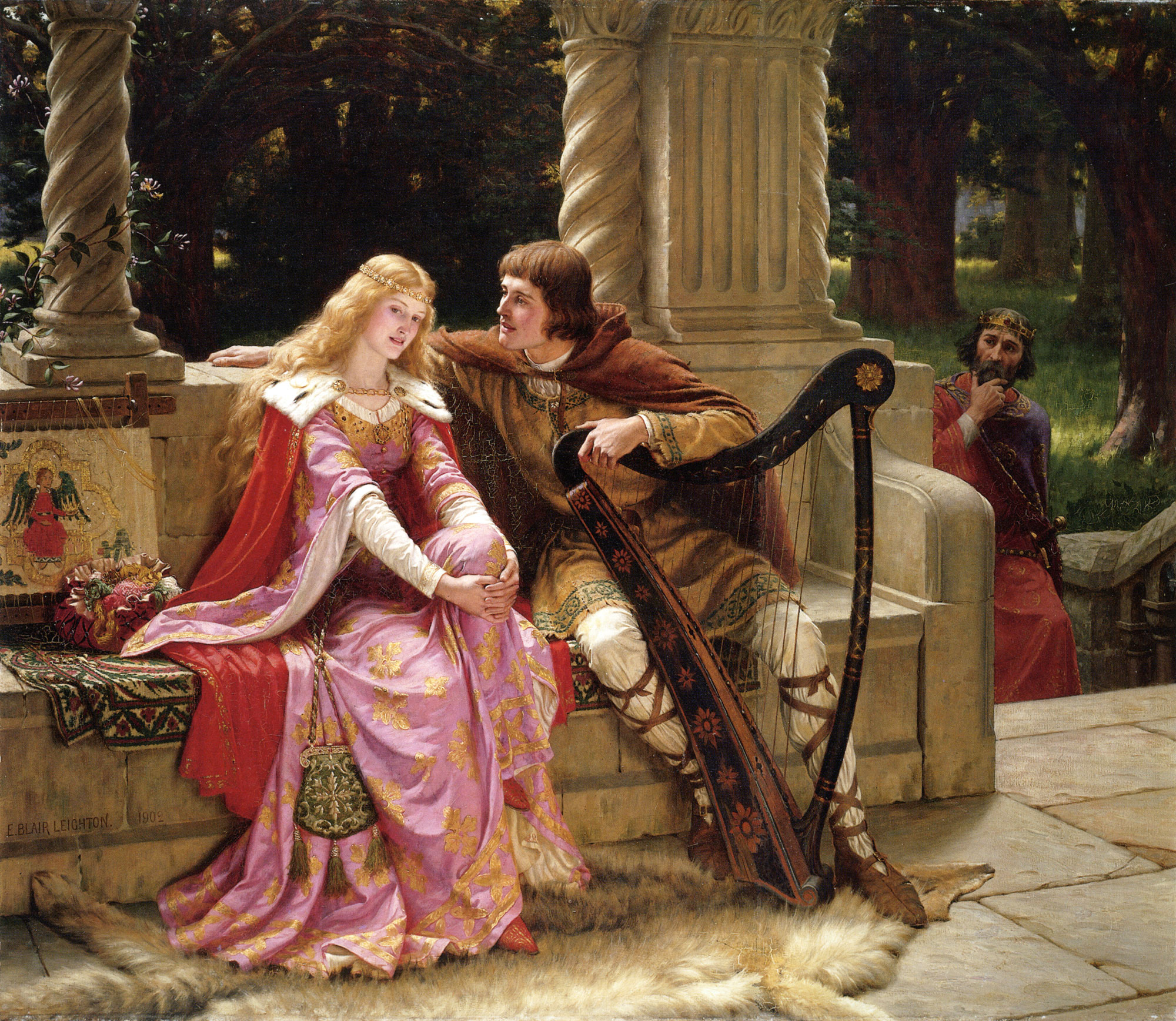
Э. Лейтон. «Тристан и Изольда»

Куртуа́зность, куртуа́зия (англ. courtly love; фр. amour courtois от courtois — учтивый, рыцарский) — система правил поведения при дворе или набор качеств, которыми должен был обладать придворный в Средние века—раннее Новое время.
В Средние века куртуазность касалась, прежде всего, правил поведения по отношению к женщине и выражалась в куртуазной любви (эта средневековая концепция любви, согласно которой отношения между влюблённым и его Дамой подобны отношениям между вассалом и его господином, оказала значительное влияние на всю европейскую культуру вплоть до настоящего времени). Впервые понятие «куртуазная любовь» встречается в конце XI века в поэзии трубадуров при дворе владетельных синьоров Аквитании и Прованса. Однако к началу раннего Нового времени, к моменту появления «профессиональных» придворных, понятие «куртуазность» стало включать в себя «вежливость», «учтивость» и правила их выражения по отношению как к женщинам, так и к мужчинам. Сюда входили правила приветствия, обращения к даме или кавалеру, ведения разговора, приглашения на танец, поведения в танце, прощания. Владение собой, своими поступками, словами — один из признаков куртуазности.
Термин "куртуазная любовь" впервые был введён Гастоном де Пари в 1883 году.